# Kimori Daisuke
Daisuke Kimori (sinh ngày 28 tháng 7 năm 1977) là một huấn luyện viên và cựu cầu thủ bóng đá người Nhật Bản, hiện đang là huấn luyện viên của câu lạc bộ J1 League Albirex Niigata.

## Sự nghiệp câu lạc bộ
Daisuke Kimori đã từng chơi cho Shonan Bellmare, Mito HollyHock và Thespa Kusatsu.